# Sumber Jaya (Muara Telang)
Sumber Jaya is een bestuurslaag in het regentschap Banyuasin van de provincie Zuid-Sumatra, Indonesië. Sumber Jaya telt 4055 inwoners (volkstelling 2010).